# El Álamo de Ojos Azules
El Álamo de Ojos Azules är en ort i Mexiko.   Den ligger i kommunen Carichí och delstaten Chihuahua, i den nordvästra delen av landet, 1 200 km nordväst om huvudstaden Mexico City. El Álamo de Ojos Azules ligger 2 174 meter över havet och antalet invånare är 134.
Terrängen runt El Álamo de Ojos Azules är platt åt sydväst, men åt nordost är den kuperad.  Trakten runt El Álamo de Ojos Azules är nära nog obefolkad, med mindre än två invånare per kvadratkilometer. Närmaste större samhälle är Tajirachi, 12,5 km väster om El Álamo de Ojos Azules. Omgivningarna runt El Álamo de Ojos Azules är i huvudsak ett öppet busklandskap.